# Dinotrema mediocorne
Dinotrema mediocorne är en stekelart som först beskrevs av Fischer 1973.  Dinotrema mediocorne ingår i släktet Dinotrema och familjen bracksteklar. Utöver nominatformen finns också underarten D. m. hispanicum.